# Gschwandt
Gschwandt är en ort och kommun i Österrike. Den ligger i distriktet Gmunden i förbundslandet Oberösterreich, 190 km väster om huvudstaden Wien. 
Kommunen består av fem orter (Ortschaften) (inom parentes invånarantal 1 januari 2024):
- Gschwandt (1 883)
- Kranabeth (16)
- Moosham (500)
- Oberndorf (544)
- Oberweis (30)